# You Won't Be Alone
Pour plus de détails, voir Fiche technique et Distribution.
You Won't Be Alone est un film d’horreur fantastique américano-australo-serbe écrit et réalisé par Goran Stolevski et sorti en 2022.
Il est présenté en avant-première au festival du film de Sundance 2022.

## Synopsis
XIXe siècle. Dans un village isolé dans les montagnes de la Macédoine, une jeune fille est kidnappée puis transformée en sorcière par un ancien esprit. Curieuse de la vie humaine, la jeune sorcière tue accidentellement un paysan dans le village voisin. Elle prend ensuite l'apparence de sa victime pour vivre dans sa peau. Sa curiosité la pousse à exercer cet horrible pouvoir afin de comprendre l'être humain.

## Fiche technique
Sauf indication contraire, les informations mentionnées dans cette section peuvent être confirmées par la base de données cinématographiques IMDb,  présente dans la section « Liens externes ».
- Titre original : You Won't Be Alone
- Réalisation et scénario : Goran Stolevski
- Musique : Mark Bradshaw
- Décors : Bethany Ryan
- Costumes : Sladjana Peric-Santrac
- Photographie : Matthew Chuang
- Montage : Luca Cappelli
- Production : Kristina Ceyton, Samantha Jennings,

Coproducteurs : Jonathan English et Natasa Ivic
Producteurs délégués : Brandt Andersen, Bryce Menzies, Jonathan Page, Michelle Pearce, Noomi Rapace, Dale Roberts et Compton Ross
- Sociétés de production : Screen Australia, Film Victoria, Causeway Films, Balkanic Media, Head Gear Films et Metrol Technology
- Sociétés de distribution : Focus Features (États-Unis), Universal Pictures International (monde)
- Budget : n/a
- Pays de production :  Australie,  États-Unis,  Serbie
- Langue originale : serbe
- Format : couleur
- Genre : horreur, drame, fantastique
- Dates de sortie[2] :
  - États-Unis : 22 janvier 2022 (festival de Sundance) ; 1er avril 2022 (sortie nationale)
- Classification[3] :
  - États-Unis : R

## Distribution
- Sara Klimoska : Nevena
- Anamaria Marinca : Maria
- Alice Englert : Biliana
- Félix Maritaud : Yovan
- Carloto Cotta : Boris
- Noomi Rapace : Bosilka
- Arta Dobroshi : Stamena

## Production
En décembre 2020, Noomi Rapace, Anamaria Marinca, Alice Englert, Carloto Cotta, Félix Maritaud et Sara Klimoska sont annoncés dans un film écrit et réalisé par Goran Stolevski. Focus Features distribuera le film sur le sol américain. Le tournage s'achève en décembre 2020.